# Coleman-Weinberg-Mechanismus
Der Coleman-Weinberg-Mechanismus (nach den US-amerikanischen Physikern Sidney Coleman und Erick Weinberg) ist ein Mechanismus zur Erklärung spontaner Symmetriebrechung in Quantenfeldtheorien. Der Coleman-Weinberg-Mechanismus benötigt dabei – im Gegensatz zum Higgs-Mechanismus – nicht die Einführung zusätzlicher freier Parameter der Theorie; stattdessen basiert er auf Quanteneffekten aus Korrekturen höherer Ordnung in der Störungstheorie. Der Coleman-Weinberg-Mechanismus ist ein Beispiel, wie eine marginale Kopplung einen bedeutenden Einfluss auf die gesamte Theorie erhält.
Die spontane Symmetriebrechung des Coleman-Weinberg-Mechanismus sagt für das Verhältnis zwischen Skalarboson und massivem Vektorboson folgendes Verhältnis voraus:
{\displaystyle {\frac {m^{2}(\phi )}{m^{2}(A)}}={\frac {3\alpha }{2\pi }}}
Dabei ist {\displaystyle \alpha \approx 1/137} die Feinstrukturkonstante.
Nach dem Standardmodell ist der Coleman-Weinberg-Mechanismus nicht etabliert; dieses gibt dem Higgs-Mechanismus den Vorzug.